# Aleksandr Sacharowski
Aleksandr Michajłowicz Sacharowski (ros. Александр Михайлович Сахаровский, ur. 21 sierpnia?/3 września 1909, zm. 12 października 1983) – generał pułkownik, funkcjonariusz radzieckich organów bezpieczeństwa w tym wywiadu, m.in. szef Pierwszego Zarządu Głównego Komitetu Bezpieczeństwa Państwowego w latach 1956–1971.

## Życiorys
W 1933 roku ukończył Akademię wojenno-polityczną, służbę w organach bezpieczeństwa zaczął w 1939 roku, w wyniszczonym niedawnymi czystkami kadrowymi Ludowym Komisariacie Spraw Wewnętrznych (NKWD). W czasie ataku III Rzeszy na Związek Radziecki (tj. 22 czerwca 1941 roku) był szefem zarządu NKWD w obwodzie leningradzkim. Gdy 8 września Leningrad został okrążony, brał czynny udział w jego obronie, jego zadaniem m.in. było wysyłanie specjalnych oddziałów NKWD/Ludowego Komisariatu Bezpieczeństwa Państwowego na tyły wojsk niemieckich. Do końca wojny przy jego pomocy wysłano ponad czterdzieści grup wywiadowczo-dywersyjnych. Pod koniec II wojny światowej brał udział w operacjach Pierwszego Zarządu Ludowego Komisariatu Bezpieczeństwa Państwowego i oddziałów kontrwywiadu wojskowego Smiersz, polegających na likwidacji niemieckiej agentury SD i wywiadu wojskowego Abwehry (agentura Abwehry w 1944 roku została przejęta przez organ wywiadu, kontrwywiadu i służby bezpieczeństwa SS, tj. Sicherheitsdienst sk. SD, pozostawionej na terenach zajętych przez Armię Czerwoną, aby prowadzić zadania dywersyjno-wywiadowcze. Po zakończeniu wojny służył w centrali wywiadu na Łubiance, wyjeżdżając często z zadaniami za granicę. Na początku lat pięćdziesiątych służył w Rumunii, nadzorując tam działania miejscowych organów wywiadowczych. W czerwcu 1956 roku Sacharowski, zastąpił Aleksandra Siemionowicza Paniuszkina, byłego ambasadora ZSRR w Waszyngtonie (USA), na stanowisku szefa Pierwszego Zarządu Głównego Komitetu Bezpieczeństwa Państwowego, czyli wywiadu zagranicznego, na tym stanowisku pozostał aż do 15 lipca 1971 roku, kiedy zastąpił go generał porucznik Fiodor Mortin.
W 1975 roku został odsunięty od służby, za swoje zasługi został odznaczony wieloma orderami i medalami, m.in. trzykrotnie Orderem Lenina (30 października 1967, 21 grudnia 1970 i 18 lutego 1975), Orderem Czerwonego Sztandaru (10 grudnia 1964), Orderem Wojny Ojczyźnianej I klasy (1945), Orderem Czerwonego Sztandaru Pracy (5 września 1959), Orderem Czerwonej Gwiazdy (1 czerwca 1951), Orderem „Znak Honoru” (18 maja 1942), NRD-owskim Orderem Zasługi dla Ojczyzny I klasy, polskim Krzyżem Wielkim Orderu Odrodzenia Polski, węgierskim Orderem Czerwonego Sztandaru, czechosłowackim Orderem Czerwonej Gwiazdy, 10 medalami ZSRR, 7 medalami zagranicznymi i Odznaką „50 lat członkostwa w KPZR” (9 kwietnia 1982).